# Youcef Yaïche
Youcef Islam Yaïche est un boxeur algérien né le 30 juin 2003.

## Carrière
Youcef Yaïche remporte la médaille de bronze dans la catégorie des moins de 71 kg aux championnats d'Afrique de boxe amateur 2022 à Maputo ainsi qu'aux Jeux panarabes de 2023 à Alger.